# Campionati europei di atletica leggera indoor 2013 - Pentathlon
La gara si è svolta il 1º marzo 2013.

## Record
Prima di questa competizione, il record del mondo (RM), il record europeo (EU) ed il record dei campionati (RC) sono i seguenti:
| Record                | Prestazione | Atleta                      | Data                           | Competizione         |
| --------------------- | ----------- | --------------------------- | ------------------------------ | -------------------- |
| Record mondiale       | 5 013 p.    | Natalija Dobryns'ka Ucraina | 9 marzo 2012 Istanbul, Turchia | Mondiali indoor 2012 |
| Record europeo        | 5 013 p.    | Natalija Dobryns'ka Ucraina | 9 marzo 2012 Istanbul, Turchia | Mondiali indoor 2012 |
| Record dei campionati | 4.948 p.    | Carolina Klüft Svezia       | 5 marzo 2005 Madrid, Spagna    | Europei indoor 2005  |

## Risultati

### 60 metri ostacoli
| Pos. | Batt. | Corsia | Nome                       | Nazione     | Tempo | Note | Punti |
| ---- | ----- | ------ | -------------------------- | ----------- | ----- | ---- | ----- |
| 1    | 2     | 3      | Ida Antoinette Nana Djimou | Francia     | 8"12  |      | 1102  |
| 2    | 2     | 6      | Hanna Mel'nyčenko          | Ucraina     | 8"27  |      | 1068  |
| 3    | 2     | 7      | Nadine Broersen            | Paesi Bassi | 8"32  |      | 1057  |
| 4    | 2     | 4      | Ellen Sprunger             | Svizzera    | 8"32  |      | 1057  |
| 5    | 2     | 5      | Sofia Linde                | Svezia      | 8"36  |      | 1048  |
| 6    | 1     | 4      | Remona Fransen             | Paesi Bassi | 8"43  |      | 1032  |
| 7    | 1     | 6      | Ellinore Hallin            | Svezia      | 8"43  |      | 1032  |
| 8    | 2     | 8      | Beatrice Puiu              | Romania     | 8"59  |      | 997   |
| 9    | 2     | 1      | Ekaterina Bol'šova         | Russia      | 8"61  |      | 993   |
| 10   | 1     | 3      | Nafissatou Thiam           | Belgio      | 8"63  |      | 989   |
| 11   | 1     | 7      | Jana Maksimava             | Bielorussia | 8"63  |      | 989   |
| 12   | 1     | 5      | Kacjaryna Necvjataeva      | Bielorussia | 8"65  |      | 984   |
| 13   | 2     | 2      | Laura Ikauniece            | Lettonia    | 8"67  |      | 980   |
| 14   | 1     | 2      | Alina F'odorova            | Ucraina     | 8"79  |      | 954   |
| 15   | 1     | 8      | Julia Mächtig              | Germania    | 8"95  |      | 920   |

### Salto in alto
| Pos | Atleta                     | Paese       | Salti | Salti | Salti | Salti | Salti | Salti | Salti | Salti | Salti | Salti | Salti | Salti | Risultato | Punti | Note |
| Pos | Atleta                     | Paese       | 1,60  | 1,63  | 1,66  | 1,69  | 1,72  | 1,75  | 1,78  | 1,81  | 1,84  | 1,87  | 1,90  | 1,93  | Risultato | Punti | Note |
| --- | -------------------------- | ----------- | ----- | ----- | ----- | ----- | ----- | ----- | ----- | ----- | ----- | ----- | ----- | ----- | --------- | ----- | ---- |
| 1   | Jana Maksimava             | Bielorussia | --    | --    | --    | --    | --    | --    | O     | O     | O     | XO    | XXO   | XXX   | 1,90 m    | 1106  |      |
| 2   | Nafissatou Thiam           | Belgio      | --    | --    | --    | --    | O     | O     | O     | O     | XO    | XXO   | XXX   |       | 1,87 m    | 1067  |      |
| 3   | Nadine Broersen            | Paesi Bassi | --    | --    | --    | --    | O     | O     | O     | XO    | O     | XXX   |       |       | 1,84 m    | 1029  |      |
| 4   | Remona Fransen             | Paesi Bassi | --    | --    | --    | O     | O     | O     | O     | O     | XXX   |       |       |       | 1,81 m    | 991   |      |
| 4   | Hanna Mel'nyčenko          | Ucraina     | --    | --    | --    | O     | O     | O     | O     | XXO   | XXX   |       |       |       | 1,81 m    | 991   |      |
| 6   | Sofia Linde                | Svezia      | --    | O     | O     | O     | XO    | O     | O     | XXX   |       |       |       |       | 1,78 m    | 953   |      |
| 6   | Alina F'odorova            | Ucraina     | --    | --    | O     | XO    | O     | O     | XO    | XXX   |       |       |       |       | 1,78 m    | 953   |      |
| 6   | Ekaterina Bol'šova         | Russia      | --    | --    | --    | --    | O     | XO    | XXO   | XXX   |       |       |       |       | 1,78 m    | 953   |      |
| 9   | Laura Ikauniece            | Lettonia    | --    | --    | --    | --    | --    | O     | XXX   |       |       |       |       |       | 1,75 m    | 916   |      |
| 9   | Julia Mächtig              | Germania    | --    | --    | O     | O     | O     | XO    | XXX   |       |       |       |       |       | 1,75 m    | 916   |      |
| 9   | Ida Antoinette Nana Djimou | Francia     | --    | --    | O     | --    | XO    | XO    | XXX   |       |       |       |       |       | 1,75 m    | 916   |      |
| 12  | Ellinore Hallin            | Svezia      | O     | O     | O     | O     | O     | XXX   |       |       |       |       |       |       | 1,72 m    | 879   |      |
| 12  | Beatrice Puiu              | Romania     | O     | O     | O     | O     | O     | XXX   |       |       |       |       |       |       | 1,72 m    | 879   |      |
| 14  | Ellen Sprunger             | Svizzera    | O     | O     | XXO   | XO    | XXX   |       |       |       |       |       |       |       | 1,69 m    | 842   |      |
| 14  | Kacjaryna Necvjataeva      | Bielorussia | O     | O     | O     | XXO   | XXX   |       |       |       |       |       |       |       | 1,69 m    | 842   |      |